# Lange IJzeren Brug

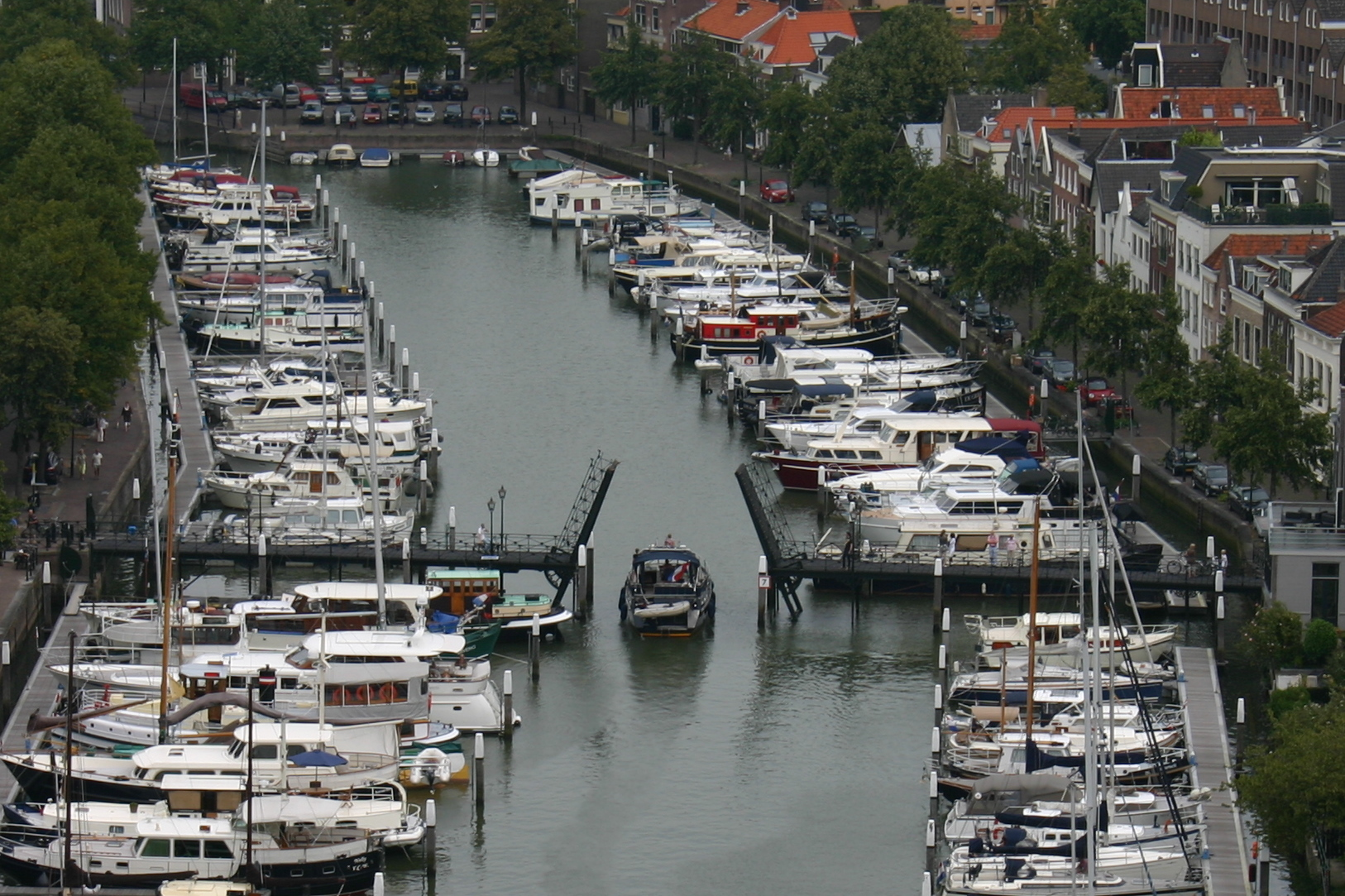
De Lange IJzeren Brug, gezien vanaf de toren van de Grote Kerk.

Lange IJzeren Brug is de naam van een stalen brug over de Nieuwe Haven in de stad Dordrecht, in Zuid-Holland. De brug is ontworpen in 1855 door G.N. Itz (stadsbouwmeester van Dordrecht 1832-1867), en diende ter vervanging van een 40 m lange houten brug.
De Lange IJzeren Brug is een slanke brug die bestaat uit twee vaste brugdelen van elk 25 meter. In het midden van de haven is een beweegbaar gedeelte uitgevoerd als dubbele basculebrug. De brug heeft een totale lengte van 60 m en is 2,8 m breed.
Bediening van de Lange IJzeren Brug vind plaats 5 minuten voor het hele of 5 minuten voor het halve uur door de havenmeester van de KDR&ZV na telefonische aanmelding en is in tegenstelling tot andere bruggen in Dordrecht handmatig op locatie.
In 2005 werd de brug gerestaureerd.